# Campionato di calcio della Palestina/Eretz Israele 1939-1940
Il Campionato di calcio della Palestina/Eretz Israele 1939-1940 è stata la 7ª edizione del campionato di calcio del Mandato britannico della Palestina (poi divenuto campionato israeliano di calcio, dopo la fondazione di Israele nel 1948).
Fu organizzato a distanza di due anni dall'ultima edizione, dopo che il campionato 1938-1939 non era stato disputato a causa del protrarsi della grande rivolta araba.
Anche le statistiche del campionato 1939-1940 sono lacunose, e neppure l'IFA ne dispone di ufficiali. È, comunque, accertato che l'Hapoel Tel Aviv vinse il titolo nazionale per la seconda volta nella sua storia, come confermato dalle ricerche eseguite nel 2002 dalla Rec.Sport.Soccer Statistics Foundation.

## Verdetti
- Hapoel Tel Aviv campione della Palestina/Eretz Israele 1939-1940